# Fuentes danzarinas
Las fuentes danzarinas o danzantes de Culiacán son un espectáculo gratuito que ofrece el ayuntamiento de la ciudad y consiste en cientos de chorros o fuentes independientes de agua programadas digitalmente para "bailar" al ritmo sincronizado de coloridas luces y música típica sinaloense. Este show se presenta 2 veces al día durante los miércoles, sábados y domingos en el parque Centro cívico constitución en una zona del Proyecto 3 Ríos donde se encuentra el asta bandera, específicamente en la confluencia de los ríos Humaya y Tamazula.

## Historia
Se realizaron por el Desarrollo Urbano Tres Ríos y se inauguró en el año 2006 durante la administración municipal de Aarón Irizar López y funcionó hasta el 2012 bajo la coordinación de la empresa privada. Las fuentes dejaron de funcionar durante 9 años por falta de mantenimiento a sus 42 motores, en 2017 Jesús Antonio Valdés Palazuelos presidente municipal de la época anunció su rehabilitación bajo alianza entre el ayuntamiento y empresarios de la ciudad. En diciembre de 2021 el alcalde Jesús Estrada Ferreiro luego de meses de trabajo, el sitio turístico se reinauguró recobrando el esplendor y convirtiéndose nuevamente en uno de los atractivos turísticos más importantes de Culiacán.
La fuente danzante de Culiacán hace parte de las cuatro que existen en el mundo: Santiago de Chile, capital de Chile; Las Vegas, la ciudad que nunca duerme en Estados Unidos; Génova, famosa por su puerto e importante ciudad turística de Italia.